# Cabeza de Gudea

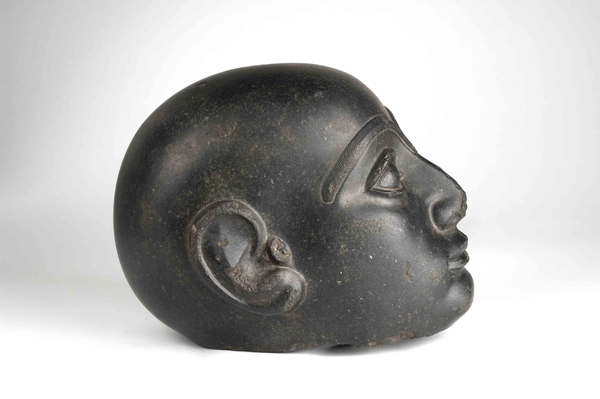
Vista de perfil.

La Cabeza de Gudea es una escultura tallada en piedra de diorita que representa la cabeza del rey de Lagash Gudea. Esta pieza perteneció a la colección de Mario de Zayas adquirida en París. En el año 1978 donó su colección al Museo del Prado, pero por orden ministerial la obra fue como depósito a la colección del Museo Arqueológico Nacional de España en Madrid con el inventario número 1978/71/3.

## Historia
Gudea fue príncipe de Lagash del 2144 a. C. al 2124 a. C., en el periodo neosumerio, bajo el mandato de Gudea, la iconografía del arte fue igual que en épocas anteriores y siguieron con los modelos sumerios que utilizaban, como en este caso, la demostración de la legitimación del poder.

## Descripción
Es una cabeza que seguramente perteneció a una escultura entera, está realizada en piedra de diorita muy pulida, con las líneas bien perfiladas, aunque presenta una ruptura en la nariz, orejas y la barbilla. La forma de esta obra es homogénea a otras esculturas que se han conservado de este personaje, con los párpados muy marcados y las cejas unidas.